# Čaglavica
Çagllavicë en albanais et Čaglavica en serbe latin (en serbe cyrillique : Чаглавица) est une localité du Kosovo située dans la commune/municipalité de Pristina, district de Pristina (Kosovo) ou district de Kosovo (Serbie). En 2008, une partie de son territoire a été rattachée à la commune/municipalité de Gračanica/Graçanicë nouvellement créée. Selon le recensement kosovar de 2011, la partie de la localité située sur le territoire de Pristina compte 4 233 habitants et la partie située sur le territoire de Gračanica/Graçanicë 723.

## Démographie

### Évolution historique de la population (Gračanica/Graçanicë)
| 1948 | 1953 | 1961 | 1971 | 1981  | 1991  | 2011 |
| ---- | ---- | ---- | ---- | ----- | ----- | ---- |
| 669  | 741  | 789  | 866  | 1 104 | 1 205 | 723  |

|  |

### Répartition de la population par nationalités (2011)
Sur le territoire de Pristina
En 2011, les Albanais représentaient 97,24 % de la population.
Sur le territoire de Gračanica/Graçanicë
En 2011, les Serbes représentaient 55,74 % de la population et les Albanais 39,42 %.